# Легка атлетика на літніх Олімпійських іграх 2008 — штовхання ядра (жінки)
Змагання зі штовхання ядра серед жінок на Літніх Олімпійських іграх 2008 у Пекіні проходили 16 серпня на Пекінському національному стадіоні.

## Медалісти
| Золото                      | Срібло                                 | Бронза                    |
| Валері Вілі · Нова Зеландія | Міхневич Наталія Валеріївна · Білорусь | Надія Остапчук · Білорусь |

## Кваліфікація учасників
Національний олімпійський комітет (НОК) кожної країни мав право заявити для участі у змаганнях не більше трьох спортсменів, які виконали норматив А (18,35 м) у кваліфікаційний період з 1 січня 2007 року по 23 липня 2008 року. Також НОК міг заявити не більше одного спортсмена з тих, хто виконав норматив B (17,20 м) за той же період. Кваліфікаційні нормативи були встановлені ІААФ.

## Рекорди
Дані наведено на початок Олімпійських ігор.
| Світовий рекорд     | Наталія Лісовська (СРСР) | 22,63 м | Москва (СРСР) | 7 червня 1987 року |
| Олімпійський рекорд | Ілона Слюп'янек (НДР)    | 22,41 м | Москва (СРСР) | 24 липня 1980 року |

За підсумками змагань обидва рекорди виявились не побитими.

## Змагання
Для потрапляння у фінал спортсменам необхідно у кваліфікації показати результат не гірший за 18,40 м. У фінал потрапляють мінімум 12 атлетів. Якщо кількість тих, хто виконав кваліфікацію, більша, то у фінал потрапляють всі спортсмени, що виконали кваліфікацію. У тому випадку, якщо кількість тих, хто виконав кваліфікацію, менше 12, то спортсмени відбираються у фінал за найкращим результатом.
Результати вказані у метрах. Також використані такі скорочення:
| - Q — виконаний кваліфікаційний норматив - q — кваліфікований за найкращим результатом серед тих, хто не здійснив кваліфікаційний норматив - DNS — не стартував | - SB — найкращий результат у сезоні - PB — найкращий результат у кар'єрі | - NR — національний рекорд - NM — немає жодної залікової спроби - Х — заступ |

### Кваліфікація
| Місце | Спортсмен                          | 1     | 2     | 3      | Результат | Примітки |
| ----- | ---------------------------------- | ----- | ----- | ------ | --------- | -------- |
| 1     | Валері Вілі (NZL)                  | 19,73 | —     | —      | 19,73     | Q        |
| 2     | Лі Мейцзюй (CHN)                   | 19,18 | —     | —      | 19,18     | Q, PB    |
| 3     | Наталія Міхневич (BLR)             | 19,11 | —     | —      | 19, 11    | Q        |
| 4     | Христина Шваніц (GER)              | x     | 17,97 | 19,09  | 19,09     | Q        |
| 5     | Міслейдіс Гонсалес (CUB)           | 18,42 | 18,91 | —      | 18,91     | Q        |
| 6     | Кьяра Роса (ITA)                   | 18,74 | —     | —      | 18,74     | Q        |
| 7     | Джилліан Камара (USA)              | 18,15 | 18,32 | 18,51  | 18,51     | Q, SB    |
| 8     | Майлін Варгас (CUB)                | 18,47 | —     | —      | 18,47     | Q        |
| 9     | Ольга Іванова (RUS)                | 17,69 | 18,27 | 18,46  | 18,46     | Q        |
| 10    | Денис Хінрічс (GER)                | 18,36 | 18,27 | x      | 18,36     |          |
| 11    | Яніна Провалінська-Карольчик (BLR) | 17,44 | 17,77 | 17,79  | 17,79     |          |
| 12    | Анка Хелтне (CUB)                  | 17,48 | x     | 17,40  | 17,48     |          |
| 13    | Наталя Дуко (CHI)                  | 17,24 | x     | 17,40  | 17,40     |          |
| 14    | Крістін Ххістон (USA)              | x     | 17,34 | 17,34  | 17,34     |          |
| 15    | Іріні Терзоглу (GRE)               | 16,08 | 16,14 | 16,50  | 16,50     |          |
| 16    | Іоланта Улієва (KAZ)               | 15,49 | x     | 15,06  | 15,49     |          |
| 17    | Лі Мієні (KOR)                     | 14,76 | x     | 15, 10 | 15,10     |          |
| 18    | Ірачі Квінтанал (ESP)              | x     | x     | x      | x         | NM       |

| Місце | Спортсмен                   | 1     | 2      | 3     | Результат | Примітки |
| ----- | --------------------------- | ----- | ------ | ----- | --------- | -------- |
| 1     | Гонг Лійао (CHN)            | 19,46 | —      | —     | 19,46     | Q, PB    |
| 2     | Надія Остапчук (BLR)        | 19,08 | —      | —     | 19, 08    | Q        |
| 3     | Ганна Омарова (RUS)         | 18,26 | x      | 18,74 | 18,74     | Q        |
| 4     | Лі Лін (CHN)                | 18,60 | —      | —     | 18,60     | Q        |
| 5     | Надін Кляйнерт (GER)        | 18,52 |        | 18,52 | Q         |          |
| 6     | Мішель Картер (USA)         | 18,49 |        |       | 18,49     | Q        |
| 7     | Клеопатра Борел-Браун (TRI) | 17,96 | 17,32  | 17,57 | 17,96     |          |
| 8     | Ассунта Легнанте (ITA)      | 16,93 | 17,76  | x     | 17,76     |          |
| 9     | Юмілейді Кумба (CUB)        | x     | 17,60  | x     | 17,60     |          |
| 10    | Вівіан Чуквуемека (NGR)     | 17,15 | 17,05  | x     | 17,15     |          |
| 11    | Ірина Худорошкіна (RUS)     | 16,46 | 16,84  | 16,78 | 16,84     |          |
| 12    | Ана Поухіла (TGA)           | 16,21 | 16,42  | 16,35 | 16,42     |          |
| 13    | Лінь Цзяінь (TPE)           | 16,24 | x      | 16,32 | 16,32     |          |
| 14    | Чжан Гуйжун (SIN)           | x     | 16,23  | 16,08 | 16,23     |          |
| 15    | Маріам Кевхішівілі (GEO)    | x     | 15, 99 | x     | 15,99     |          |
| 16    | Зара Нотховер (JAM)         | 15,73 | 15, 85 | 15,64 | 15, 85    |          |
| 17    | Христина Завска (POL)       | x     | x      | x     | x         | NM       |

### Фінал

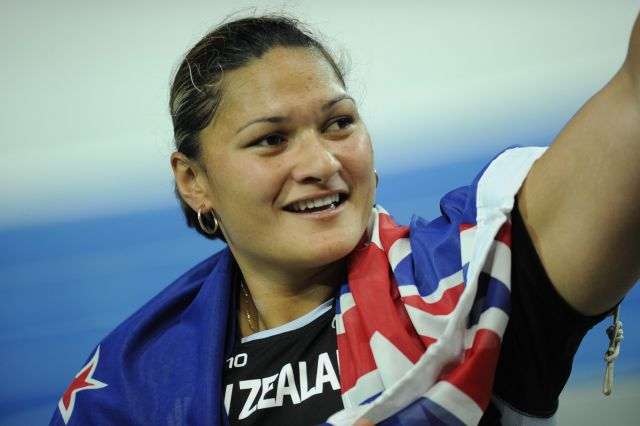
Олімпійська чемпіонка Валері Вілі

| Місце | Спортсмен                | 1     | 2     | 3     | 4     | 5     | 6     | Результат | Примітки |
| ----- | ------------------------ | ----- | ----- | ----- | ----- | ----- | ----- | --------- | -------- |
| 1     | Валері Вілі (NZL)        | 20,56 | 20,40 | 20,26 | 20,01 | 20,52 | —     | 20,56     |          |
| 2     | Наталія Міхневич (BLR)   | 19,16 | 20,28 | 19,87 | 19,82 | 19,94 | 20,10 | 20,28     |          |
| 3     | Надія Остапчук (BLR)     | x     | 18,69 | 18,36 | x     | 19,86 | 19,36 | 19,86     |          |
| 4     | Міслейдіс Гонсалес (CUB) | 19,30 | x     | 19,01 | 19,23 | 19,50 | x     | 19,50     | PB       |
| 5     | Гунг Ліцзян (CHN)        | 18,45 | 18,75 | 18,90 | 18,92 | 19,04 | 19,20 | 19,20     |          |
| 6     | Ганна Омарова (RUS)      | 19,08 | 18,21 | x     | x     | x     | 18,76 | 19,08     |          |
| 7     | Надін Кляйнерт (GER)     | 18,30 | 18,68 | 19,01 | 18,99 | x     | 18,81 | 19,01     |          |
| 8     | Лі Мейцзюй (CHN)         | 18,68 | 18,99 | 18,74 | x     | 18,85 | 19,00 | 19,00     |          |
| 9     | Ольга Іванова (RUS)      | 17,96 | x     | 18,44 |       |       |       | 18,44     |          |
| 10    | Майлін Варгас (CUB)      | 18,28 | 17,88 | 17,74 |       |       |       | 18,28     |          |
| 11    | Христина Шваніц (GER)    | x     | 17,96 | 18,27 |       |       |       | 18,27     |          |
| 12    | Джилліан Камара (USA)    | 18,09 | 18,24 | 17,44 |       |       |       | 18,24     |          |
| 13    | Кьяра Роса (ITA)         | 18,22 | 17,98 | x     |       |       |       | 18,22     |          |
| 14    | Лі Лін (CHN)             | 17,94 | x     | 17,81 |       |       |       | 17,94     |          |
| 15    | Мішель Картер (USA)      | 16,97 | 17,65 | 17,74 |       |       |       | 17,74     |          |